# Liste der Kreisstraßen im Landkreis Oldenburg

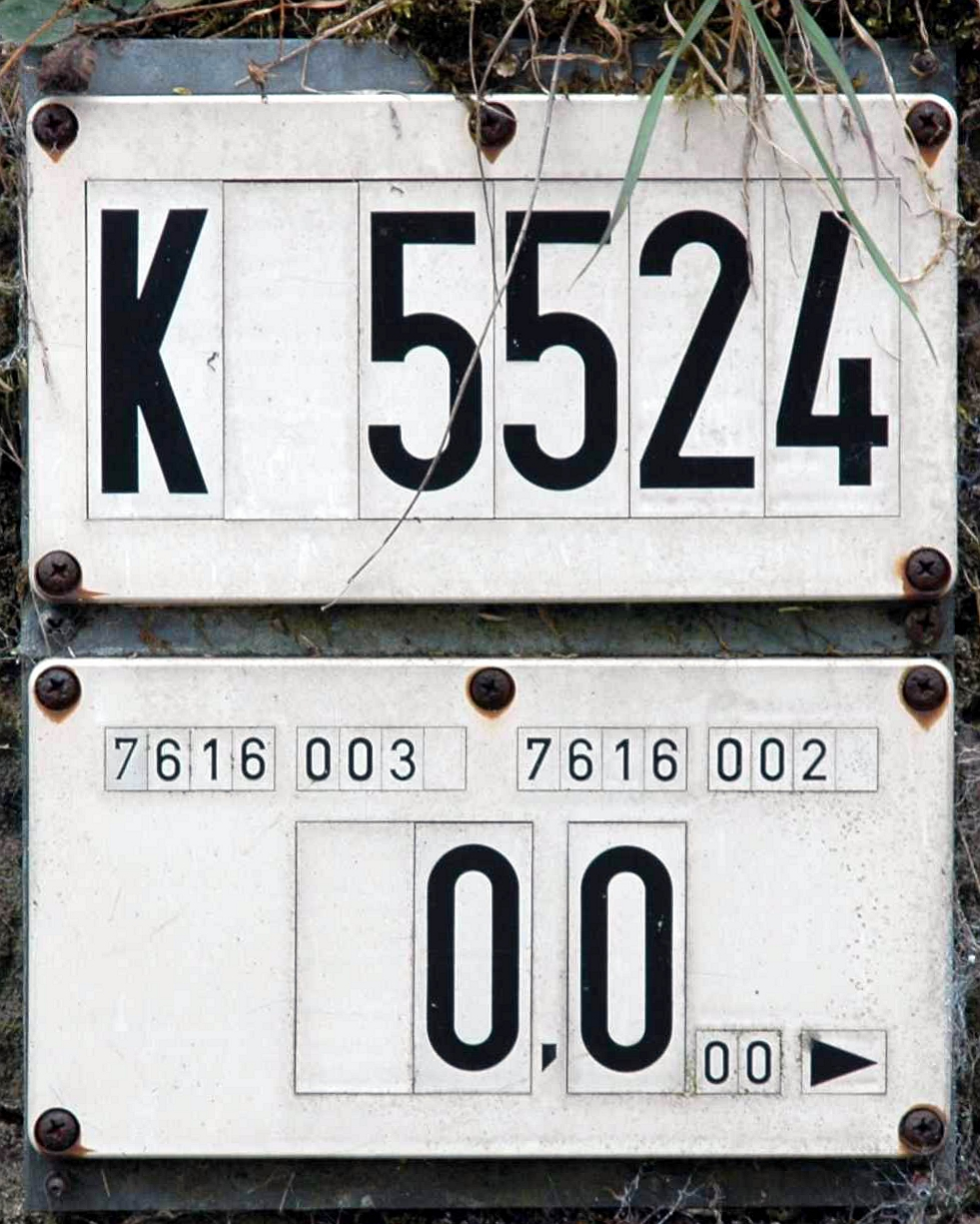
Stationszeichen

Die Liste der Kreisstraßen im Landkreis Oldenburg führt alle Kreisstraßen im niedersächsischen Landkreis Oldenburg auf.

## Abkürzungen
- K: Kreisstraße
- L: Landesstraße

## Liste
Nicht vorhandene bzw. nicht nachgewiesene Kreisstraßen werden in Kursivdruck gekennzeichnet, ebenso Straßen und Straßenabschnitte, die unabhängig vom Grund (Herabstufung zu einer Gemeindestraße oder Höherstufung) keine Kreisstraßen mehr sind. 
Der Straßenverlauf wird in der Regel von Nord nach Süd und von West nach Ost angegeben.
| Nr.   | Verlauf |
| ----- | --- |
| K 4   | K 5 in Beckstedt – Holtorf – K 249 – Kreisgrenze – (K 104 im Landkreis Diepholz)                                                                           |
| K 5   | L 341 – Winkelsett – K 6 – Reckum – K 225 – Hölingen – Beckstedt – K 4 – K 249 in Colnrade                                                                 |
| K 6   | K 5 in Winkelsett – Hackfeld – L 341 in Beckeln |
| K 9   | – Simmerhausen – Schulenberg – K 286 |
| K 10  | (K 110 im Landkreis Diepholz) – Kreisgrenze – Kirchseelte – L 338                                                                                          |
| K 49  | Kirchseelte, Groß-Ippener-Weg – Klosterseelte – L 338 – Klosterseelte, Auf dem Bandel                                                                      |
| K 53  | K 286 – Horstedt – L 776 |
| K 124 | (K 124 in Oldenburg (Oldb)) – Kreisgrenze – Hundsmühlen – L 870 in Tungeln                                                                                 |
| K 141 | (K 141 im Landkreis Ammerland) – Kreisgrenze – Harbern I – Achternmeer – K 149 in Oberlethe                                                                |
| K 149 | L 870 in Tungeln – Zwischenlethe – Oberlethe – K 141 – K 292 – Achternholt – Benthüllen – West-Benthüllen – Kreisgrenze – (K 149 im Landkreis Cloppenburg) |
| K 213 | – Aumühle – L 873 in Wildeshausen |
| K 222 | K 348 in Wüsting – K 223 – L 868 in Hude (Oldb) |
| K 223 | (K 223 im Landkreis Wesermarsch) – Kreisgrenze – K 222 |
| K 224 | L 867 in Hude (Oldb) – Nordenholzermoor – Hude (Oldb) – L 867 – K 226 in Vielstedt                                                                         |
| K 225 | L 338 in Wildeshausen – K 5 in Reckum |
| K 226 | L 867 in Hude (Oldb) – Vielstedt – K 224 – /L 888 |
| K 227 | L 867 in Schierbrok – Stenum – K 335 – K 228 – Elmeloh – Kreisgrenze – (K 227 in Delmenhorst)                                                              |
| K 228 | K 227 in Elmeloh – Almsloh – – K 347 in Ganderkesee |
| K 229 | L 867 in Bookholzberg – Schiffstede – Fritzenberg – Schönemoor – Heide – Kreisgrenze – (K 229 in Delmenhorst)                                              |
| K 232 | L 888 – Dehlthun – Ganderkesee – K 234 – K 342 – K 347 |
| K 234 | K 232 in Ganderkesee – Bürstel – Immer – K 327 – Hestern – in Hengsterholz                                                                                 |
| K 235 | (K 235 in Oldenburg (Oldb)) – Kreisgrenze – Steekermoor – Sandkrug – K 314 – K 346 – Astrup – L 870 in Wardenburg                                          |
| K 236 | K 242 – Westrittrum – Ostrittrum – Geveshausen – Ohe – Neerstedt – L 872 – Brettorf – K 327 –                                                              |
| K 237 | L 872 in Neerstedt – Dötlingen – K 341 – L 872 – Aschenstedt – Hockensberg –                                                                               |
| K 238 | L 871 in Großenkneten – K 242 |
| K 239 | L 871 in Großenkneten – Bakenhus – Ahlhorn |
| K 241 | L 870 – Charlottendorf Ost – Charlottendorf West – Halenhorst – Bissel – L 871                                                                             |
| K 242 | L 870 – Hohensand – – Sannum – Huntlosen – K 337 – L 871 – K 236 – Amelhausen – K 238 – Moorbek – K 341 – Glane – Wiekau – L 873 in Wildeshausen           |
| K 246 | L 873 – Düngstrup – L 882 in Kleinenkneten – K 248 |
| K 247 | (K 247 im Landkreis Vechta) – Kreisgrenze – L 882 in Kleinenkneten                                                                                         |
| K 248 | L 870 – L 873 in Wildeshausen – Pestrup – K 246 – Bühren – Garmhausen – K 249 – Denghausen – Kreisgrenze – (K 248 im Landkreis Vechta)                     |
| K 249 | K 248 in Denghausen – Colnrade – K 5 – Holtorf – K 4 – Kreisgrenze – (K 101 im Landkreis Diepholz)                                                         |
| K 285 | L 866 – K 348 in Wüsting |
| K 286 | in Havekost – Klein Henstedt – Prinzhöfte – K 9 – K 53 – Stiftenhöfte – L 338 in Harpstedt                                                                 |
| K 292 | K 149 in Oberlethe – L 870 in Wardenburg |
| K 314 | K 235 in Sandkrug – L 872 in Kirchhatten |
| K 327 | K 234 in Immer – Klattenhof – K 236 in Brettorf |
| K 335 | in Bookholzberg – K 227 in Stenum |
| K 341 | K 242 – Oelmühle – K 237 in Dötlingen |
| K 342 | K 232 in Ganderkesee – Birkenheide – in Havekost |
| K 343 | L 868 in Hurrel – Sandersfeld – Kirchkimmen – L 888 – Vosteen – Habbrügge – L 887 in Ganderkesee                                                           |
| K 346 | (K 315 in Oldenburg (Oldb)) – Kreisgrenze – Klein Bümmerstede – Wiemerslande – – K 235 in Sandkrug                                                         |
| K 347 | K 228 in Ganderkesee – K 232 – in Schlutter |
| K 348 | L 866 – K 222 – Wüsting – K 285 – L 868 |